# Yssac-la-Tourette
Yssac-la-Tourette è un comune francese di 364 abitanti situato nel dipartimento del Puy-de-Dôme nella regione dell'Alvernia-Rodano-Alpi.

## Società

### Evoluzione demografica
Abitanti censiti